# Cassiel Rousseau
Cassiel Emmanuel Rousseau (* 4. Februar 2001 in Brisbane, Australien) ist ein australischer Wasserspringer, der sich auf das 10-m-Turmspringen spezialisiert hat.

## Karriere
Rousseau begann 2017 mit dem Turmspringen, ein Jahr später konnte er bereits die australische Elite-Juniorenmeisterschaft gewinnen. 2021 nahm Rousseau erstmals an den Olympischen Sommerspielen teil, dort konnte er das Finale im 10-m-Turmspringen erreichen und belegte letztlich den achten Platz.
Bei den Commonwealth Games 2022 in Birmingham gewann Rousseau erstmals Medaillen in einem internationalen Wettbewerb. Beim 10-m-Turmspringen gewann er dabei Gold, beim 10-m-Synchronspringen im Männer-Wettbewerb mit Domonic Bedggood und im Mixed-Wettbewerb mit Emily Boyd Bronze. 2023 wurde Rousseau durch den internationalen Verband World Aquatics als Wasserspringer des Jahres ausgezeichnet, nachdem er bei den Schwimmweltmeisterschaften 2023 in Fukuoka die Goldmedaille im 10-m-Turmspringen gewonnen hatte. Bei den darauffolgenden Schwimmweltmeisterschaften in Doha gewann Rousseau gemeinsam mit Maddison Keeney, Nikita Hains und Li Shixin den Kombinationswettbewerb im Einzel- und Synchronspringen vom 3-Meter-Sprungbrett und vom 10-Meter-Turm.
Bei den Olympischen Sommerspielen 2024 in Paris konnte sich Rousseau erneut für das Finale im dortigen 10-m-Turmspringen qualifizieren, wo er den vierten Platz erreichen konnte. Gemeinsam mit Domonic Bedggood nahm er dieses Mal auch beim 10-m-Synchronspringen teil, die beiden konnten dort den sechsten Platz erzielen.

## Privates
Rousseau ist der Enkel des französischen Radrennfahrers Michel Rousseau, dieser gewann bei den Olympischen Sommerspielen 1956 im Sprint des Bahnradsports die Goldmedaille. Rousseau studiert an der Griffith University Psychologie.